# Swertia tibetica
Swertia tibetica är en gentianaväxtart som beskrevs av Batalin.. Swertia tibetica ingår i släktet Swertia och familjen gentianaväxter. Inga underarter finns listade i Catalogue of Life.